# Yoldia bartschi
Yoldia bartschi is een tweekleppigensoort uit de familie van de Yoldiidae. De wetenschappelijke naam van de soort is voor het eerst geldig gepubliceerd in 1981 door Scarlato.